# 阿利烏河戰役
阿利烏河戰役（Battle of the Arius River），發生在前209年，是塞琉古帝國與希臘-巴克特里亞王國在阿利烏河河岸的一場戰役，最後以塞琉古安條克三世獲勝。這場戰役後，塞琉古軍毫無阻礙下前進至巴克特里亞王國首都薄知（Bactria）城下。

## 背景
前223年，當塞琉古國王安條克三世即位之時，帝國國勢正一步步衰弱，似乎帝國即將分裂成許多不同的王國，整個帝國幾乎無法再繼續在同一個君主統治之下。然而，繼位的安條克三世決定改變這個局面。前220年，米底總督莫倫、波西斯總督亞歷山大所發動的大規模叛亂遭到平息，同時安條克還除掉心懷不軌的重臣赫米亞斯。前219年，儘管小亞細亞的叛亂尚未平息，安條克仍決意率軍入侵托勒密王國的猶太地區，但塞琉古軍在拉菲亞戰役中遭到徹底擊敗。在無法往南拓展疆土下安條克三世轉向進軍小亞細亞，在前213年把當地自立為王的表兄弟阿凱夫斯除去，收回失去四年的疆土。安條克意圖從薩第斯繼續進擊，但小亞細亞的小王國如帕加馬王國、卡帕多細亞王國、比提尼亞王國等諸勢力讓他無法向東前進，安條克只得默許這些小王國繼續存在。
在前212年，安條克率領龐大軍隊進攻古代亞美尼亞人所建立的索菲尼王國，在雙方兵力懸殊下，索菲尼國王薛西斯被迫臣屬塞琉古帝國。接著，安條克三世準備收回東部帝國失土，在那些地方有著獨立不久的安息王國和希臘-巴克特里亞王國。前209年安條克三世進軍至帕提亞。這地區總督安德拉戈拉斯在前250年左右時自立為王，脫離了帝國並宣布獨立，而那時塞琉古國王安條克二世正忙著與托勒密王國作戰，無暇東顧。安德拉戈拉斯的王國持續到前238年左右為止，當時北方帕尼的遊牧部落首領阿爾沙克一世大舉入侵帕提亞，建立安息王國。當安條克三世進入此地之時，安息人尚未完全放棄游牧生活，因此塞琉古軍隊在崎嶇的戰場上面臨高度機動化的敵軍，但安條克終究擊敗他們，使安息的首都赫卡通皮洛斯在僅僅一月後就陷落了，安息國王阿爾達班一世向安條克三世投降。安條克三世允許阿爾達班一世繼續統治該地，但要認可塞琉古國王的宗主權，成為屬國。現在安條克三世接下來要對富饒且強大的巴克特里亞王國進軍。

## 入侵巴克特利亞

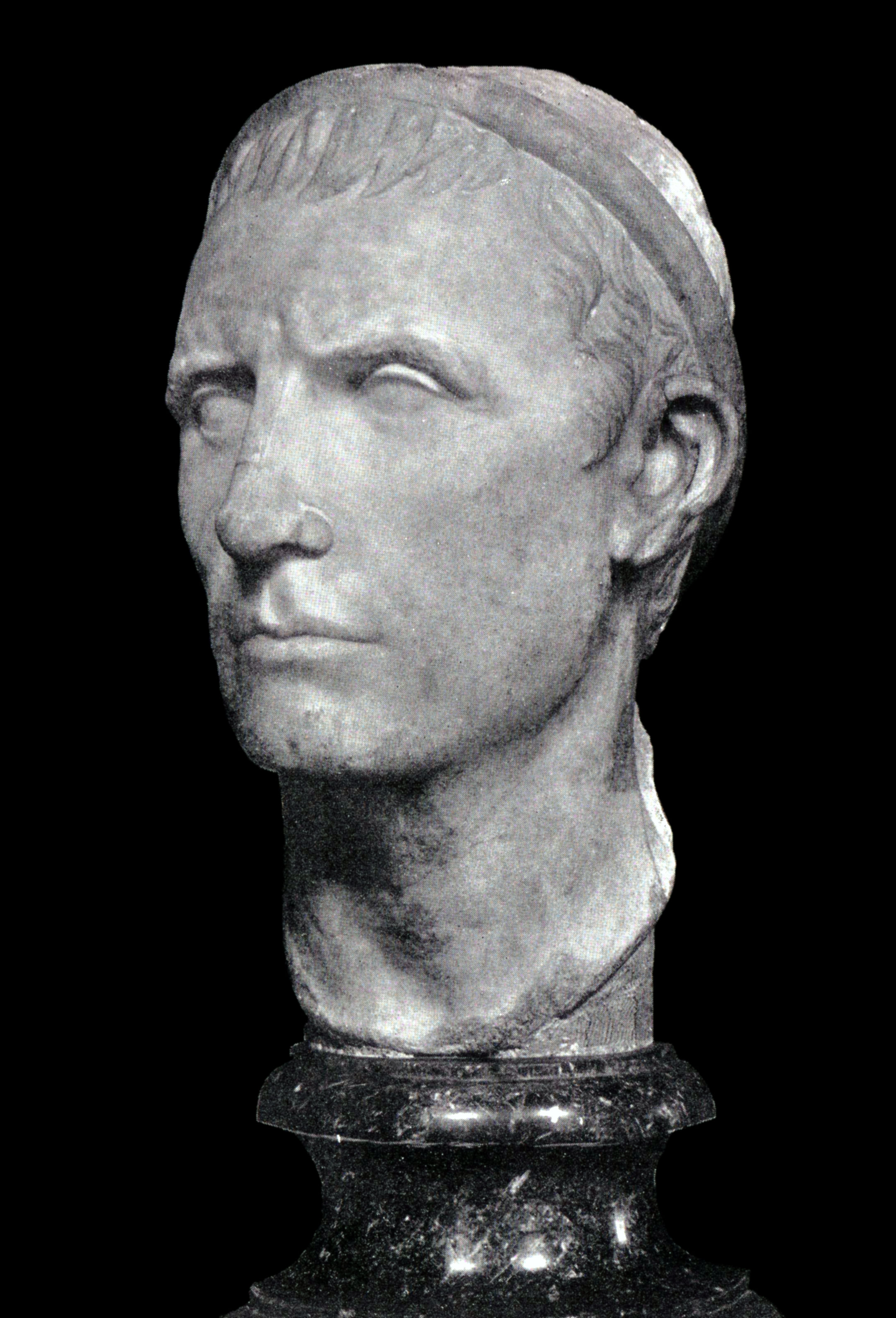
安條克三世的肖像

巴克特里亞王國所在的巴克特利亞一直以來都是中亞的重要區域。對伊朗人而言，它還被認為是祆教創立者瑣羅亞斯德的出生地以及最初傳教地。在希臘化時期巴克特利亞更為重要，除了當地相當富庶和豐饒外，此地還盛產各式金屬礦物。巴克特利亞同時也是交通、貿易要道，從印度通往中亞的道路多經過此地，使安條克三世有如此多理由奪回巴克特利亞。巴克特利亞原屬於塞琉古帝國，但從前270年左右開始僅名義上歸屬帝國，雖然當地總督狄奧多特一直持續向帝國繳納貢金，然而帝國在當地已經毫無統治根基。在前250年左右，狄奧多特自立為王，建立巴克特里亞王國。
到了安條克三世的時代，巴克特里亞王國的政局已經改變，狄奧多特的王朝已經被取代，由王國前粟特總督歐西德莫斯一世所推翻，他是馬格內西亞出身的希臘人。學者Will認為，歐西德莫斯趁著莫倫兄弟叛變，趁機侵占塞琉古帝國的阿利亞。在209年，安條克三世率軍進入巴克特里亞王國境內，歐西德莫斯的反應相當快速，他從王國首都薄知（Bactra）率領一支含著10,000名騎兵的大軍前往迎敵。歐西德莫斯一世盡可能的率先趕到阿利烏河，因為這裡是塞琉古軍進軍薄知的可能路徑，歐西德莫斯在遠離河岸的地方紮營，並派遣偵查騎兵團巡弋河岸來監視有無塞琉古軍出現。
安條克三世率領大軍朝阿利烏河前進，前兩天他都用平常行軍速度，到第三天用過晚餐後，安條克三世得知巡衛阿利烏河的巴克特里亞騎兵，他們在晚上時會撤回到最近的城鎮，故此安條克僅僅率領著投射部隊、騎兵和10,000名輕盾兵，把主要的大軍拋至遠後，在夜色中朝阿利烏河疾速前進。在夜色下把大部分先遣軍渡過河流，搶占據戰場上有利地形位置。當第二天早晨一支巴克特里亞軍的偵查騎兵團回到河岸邊，隨即遭到塞琉古軍攻擊，一些少數巴克特里亞軍的騎兵先回去稟報，戰役便由此展開。

## 兩軍組成

### 塞琉古軍組成序列
安條克三世作戰不能算是常勝，其中一個特點就是他經常只顧帶領著精銳部隊、騎兵和敵人作戰，把他自己龐大數量的大軍拋至腦後，如拉菲亞戰役和馬格尼西亞戰役。據波利比烏斯記載，當時安條克率領的先遣部隊中有10,000名輕盾兵（peltast），但今日有些觀點認為這支部隊有可能是安條克的精銳步隊銀盾兵，且他們滿編的人數恰好有10,000人。波利比烏斯還說在安條克所率領的騎兵中，有2,000名是安條克的騎兵衛隊，雖然沒有說明這支部隊的名字，但極有可能是夥友騎兵和阿格瑪騎兵。另外，安條克先遣部隊中還有數量不明的輕裝部隊，可能是弓兵。
此戰中，安條克把一部分騎兵安置在河另外一岸作為預備隊，安條克自己親自率領騎兵衛隊渡河。安條克命帕那托羅斯（Panaetolos）統帥留在另一側的騎兵部隊。

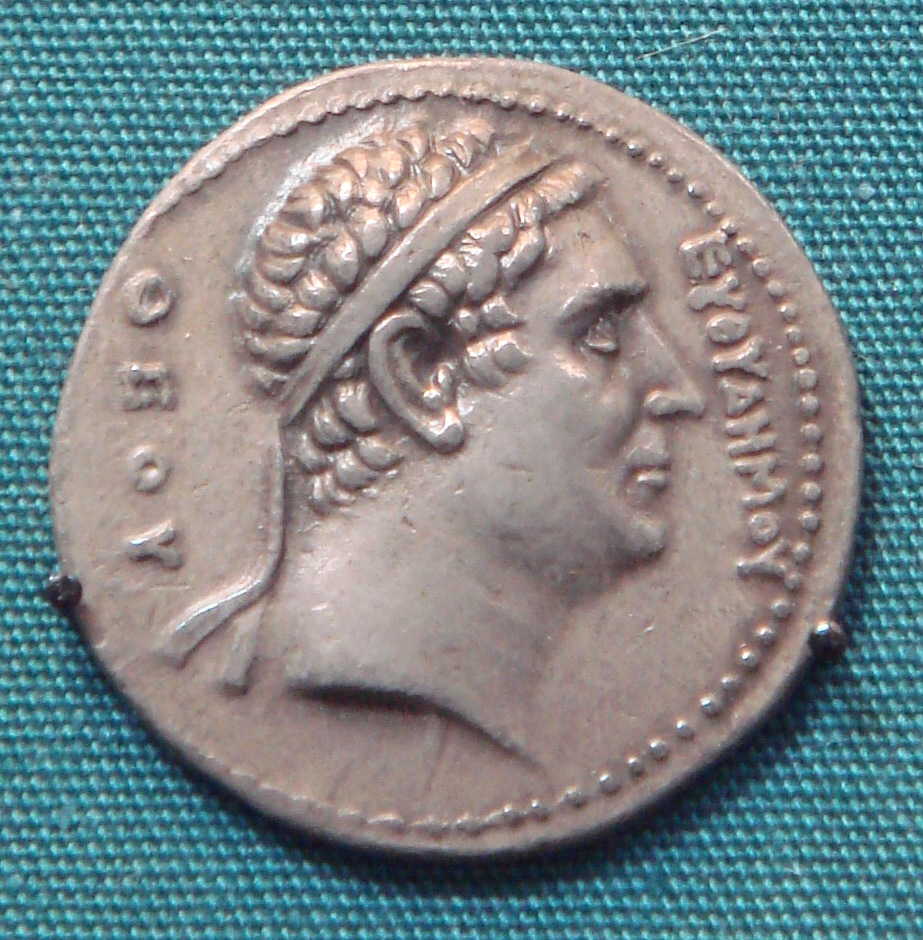
歐西德莫斯一世的肖像

### 巴克特里亞軍組成序列
巴克特里亞軍因為來到的相當匆忙，僅能帶著騎兵前來。然而對於這場戰役巴克特里亞軍的組成不是很清楚，僅能知曉巴克特里亞軍擁有數一數二的騎兵，且戰法也深受亞歷山大大帝影響。波利比烏斯僅說歐西德莫斯一世率領10,000名巴克特利亞騎兵，因巴克特里亞王國是希臘人主政，並不知本地巴克特利亞貴族在軍中的地位，也不知這支軍隊希臘人和巴克特利亞人的組成比例。這支部隊很可能融合東方巴克特利亞的作戰方式，希臘人的精神，配上亞洲良馬，其中又與北方游牧民族帕尼、塞克（Saka）等交手的經驗，形成一種混合風格。這風格可從歐西德莫斯一世把他的騎兵主要分為兩類看出端倪，其一種使用騎槍、劍的皇家騎兵，和另一種為使用弓箭的騎兵。

## 交戰
當巴克特里亞軍歐西德莫斯一世得到塞琉古軍出其不意渡過阿利烏河的報告後，與他的大軍主力急急忙忙趕到阿利烏河。可能因為歐西德莫斯急著要把塞琉古軍擊回對岸去，他命他的騎兵直接以行軍陣形，在尚未整裝集結下就直接投入戰鬥之中，自己還帶著衛隊發起衝鋒。安條克看到敵軍直接向他們衝鋒而來，知道自軍要立刻準備擋住敵軍第一次衝擊，他立即招集騎兵衛隊，並下命其他軍隊的各分隊即刻組成平時的戰鬥陣形，堅守陣地，來因應敵軍騎兵衝鋒，自己連忙帶著2000名騎兵衛隊上前與歐西德莫斯的衛隊交戰。
戰鬥中，安條克展現他過人的勇氣和戰技，當時安條克的座騎被敵人砍死，自己嘴巴遭到直接重擊，斷了幾根牙齒，還奮戰不懈。雙方兩軍傷亡都相當大，但安條克終於擋住敵人第一批部隊的衝擊，但巴克特里亞軍立刻連著發起第二批，和第三批攻擊，迫使塞琉古軍漸漸抵擋不住，戰況也對他們相當不利。
就在這個時候，帕那托羅斯率領塞琉古大部分的騎兵適時投入戰場，他趁著巴克特里亞軍陣形鬆動之際突然出現，並向他們側翼或背後衝鋒，忽然遭到攻擊的情形下讓巴克特里亞軍陷入混亂之中，紛紛逃逸。歐西德莫斯儘管繼續拼戰但自軍的死傷已經過半，只好率餘軍逃離戰場。塞琉古軍立刻發起追擊，俘虜許多敵兵。此戰歐西德莫斯一世失去他最精銳的騎兵，只得帶領喪失鬥志的士兵逃到最近的城塞去，並往首都薄知退去。此戰安條克三世獲得決定性勝利。

## 戰後
戰後安條克很快與剩餘的部隊會合，並且開始奪占巴克特里亞。歐西德莫斯可能企圖阻止安條克前進好幾次，但次次遭到失敗。安條克最後在前208年抵達薄知，但發現這座城市固守金湯，在經過兩年的薄知圍城戰下仍屹立不搖。之後，歐西德莫斯寫封信給安條克三世，建議雙方結束這場戰爭。信中他還說安條克三世不該發動戰爭逞罰他，他說他從未背叛塞琉古王室，而且還是他推翻背叛塞琉古帝國的狄奧多特王朝，除此之外他還保衛巴克特里亞的希臘人免受北方遊牧民族侵擾，使東方的希臘化世界不受異族統治，因此獎賞他擁有國王的頭銜和領土是合情合理的。
安條克三世此時也因為長期圍攻不下而煩惱，他正需要一個合理的藉口來結束這場戰事，因此就同意歐西德莫斯的和談提議。前206年，歐西德莫斯承認塞琉古帝國是它的宗主國，而安條克也允許歐西德莫斯保留國王頭銜，巴克特里亞王國也繼續保持它的實質地位，歐西德莫斯還贈與安條克三世一批戰象，並提供塞琉古軍補給。在簽約期間，安條克相當賞識歐西德莫斯的兒子德米特里，決定要把自己女兒許配給他。
兩國停戰後，安條克接著率領軍隊朝南方進入印度，在哪裡與印度王公幸軍王（Sophagasenus）重續兩國友誼，還獲得150頭戰象與許多禮物，之後他率軍回國，並於前205年4月返回塞琉西亞，結束這場遠征。